# Palacio Guanabara
El Palacio Guanabara es un edificio situado en Río de Janeiro, Brasil. Fue construido en 1853 por José Machado Coelho y fue una residencia particular hasta la década de 1860. Reformado, se convirtió en la residencia de la Isabel de Brasil y su esposo, Gastón de Orleans, conde de Eu. A partir de entonces, fue conocido como Palacio Isabel. 
El acceso al palacio se realiza a través de la "Calle Payssandu", que fue decorada con centena de palmeras imperiales. Perteneció a los príncipes hasta la "proclamación de la República", cuando fue confiscado por el gobierno militar y pasado al patrimonio de la Unión. Fue usado por Getúlio Vargas como residencia oficial de la presidencia, durante el Estado Novo. Fue atacado durante el Putsch de la Acción Integralista Brasileña en 1938. 
Dejó de ser residencia oficial cuando esta pasó al Palacio de Catete y fue más tarde transferida para el Palacio Laranjeiras, a medio kilómetro de distancia. Fue donado al gobierno del antiguo Estado de la Guanabara por el presidente Ernesto Geisel. 
Actualmente es sede del gobierno estatal de Río de Janeiro, donde se hallan los despachos del gobernador y su equipo de gabinete. Así como es centro de una disputa judicial entre la Familia Imperial brasileña y el Gobierno Federal de Brasil, la cual es una de las más antiguas del Brasil, los primeros reclaman su derecho como propietarios de dicho edificio hace más de 120 años.